# دافنه ماکسول رید
دافنه ماکسول رید (انگلیسی: Daphne Maxwell Reid؛ زادهٔ ۱۳ ژوئیهٔ ۱۹۴۸) یک هنرپیشه اهل ایالات متحده آمریکا است. وی از سال ۱۹۷۹ میلادی تاکنون مشغول فعالیت بوده‌است.